# Сюмсіїл
Сюмсії́л (рос. Сюмсиил) — присілок у складі Сюмсинського району Удмуртії, Росія.
Населення — 43 особи (2010; 71 в 2002).
Національний склад (2002):
- удмурти — 93 %

## Урбаноніми[3]
- вулиці — Сюмсіїльська